# Серето (Модена)
Серето је насеље у Италији у округу Модена, региону Емилија-Ромања.
Према процени из 2011. у насељу је живело 10 становника. Насеље се налази на надморској висини од 890 м.